# ابدگس یکم
سنگ‌نبشته‌ای خروشتی در ناحیه دیر یافت شده که زمانه حکمرانی ابدگس یکم را در بازه حدودی ۶۰–۴۰م ذکر کرده‌است. بنا بر سنت مادرسالاری هندوپارتیان ابدگس خواهرزاده گندوفارس بود که در زمان حیات وی شاه بود و بعد از مرگ گندوفارس شاهنشاه شد. شاه کوشان ملقب به «ناجی کبیر» (سوتر مگاس) گنداره را از چنگ ابدگس بیرون کشید.